# كتلبة فارغيسية
كتلبة فارغيسية (الاسم العلمي:Catalpa fargesii) هي نوع من النباتات تتبع جنس الكتلبة من الفصيلة البنيونية.